# Raïs Hamidou
Raïs Hamidou (em árabe: الرايس حميدو) (anteriormente Pointe-Pescade, durante a colonização francesa) é uma comuna localizada na província de Argel, no norte da Argélia. Sua população era de 28 451 habitantes, em 2008.